# 9670 Magni
9670 Magni eller 1997 NJ10 är en asteroid i huvudbältet som upptäcktes den 10 juli 1997 av den italienska astronomen Andrea Boattini vid Campo Imperatore-observatoriet. Den är uppkallad efter Gianfranco Magni.
Asteroiden har en diameter på ungefär 13 kilometer och den tillhör asteroidgruppen Eos.